# Prionus laminicornis
Prionus laminicornis är en skalbaggsart som beskrevs av Leon Fairmaire 1897. Prionus laminicornis ingår i släktet Prionus och familjen långhorningar. Inga underarter finns listade i Catalogue of Life.